# Chalcoscirtus iranicus
Chalcoscirtus iranicus là một loài nhện trong họ Salticidae.
Loài này thuộc chi Chalcoscirtus. Chalcoscirtus iranicus được Dmitri Viktorovich Logunov & Yuri M. Marusik miêu tả năm 1999.